# Färlöv
Färlöv – miejscowość (tätort) w Szwecji, w regionie administracyjnym (län) Skania, w gminie Kristianstad.
Według danych Szwedzkiego Urzędu Statystycznego liczba ludności wyniosła: 1016 (31 grudnia 2015), 1540 (31 grudnia 2018) i 1559 (31 grudnia 2019).